# Play FM Maringá
Play FM Maringá é uma emissora de rádio brasileira sediada em Maringá, cidade do estado do Paraná. Opera no dial FM, na frequência 105,7 MHz concessionada em Sarandi, sendo pertencente ao Grupo Cidade Verde de Comunicação e ao Grupo Bandeirantes de Comunicação. Entre 2017 e 2021, foi administrada pelo Grupo JMalucelli e atuou como afiliada da BandNews FM em formato híbrido chamado "Informação e Música", mesclando o estilo all news da rede e programação musical com estilo adulto-contemporâneo.

## História
Os trabalhos da estação foram iniciados em janeiro de 2008, através da frequência 88,9 MHz, que funcionava em classe local para o município de Sarandi. A frequência transmitia programação de expectativa da Band FM e seria a terceira entrada do projeto na região de Maringá, através da concessão administrada pelo Grupo Cidade Verde de Comunicação, de Cuiabá. Em maio, a frequência parou de anunciar a estreia da emissora e passou a executar somente programação musical. A Band FM desistiu da afiliação devido a baixa potência da frequência. Posteriormente, saiu do ar. Em março de 2009, a estação retornou novamente ao ar na frequência 105.7 MHz e anunciando estreia da Nativa FM. Ainda esperando autorização da Anatel para um aumento de potência e funcionamento, a afiliação não foi concretizada.
Após um longo período transmitindo programação musical sem nome definitivo, a estação passou a anunciar, em abril de 2011, a estreia da Caribe FM. A emissora estreou oficialmente em 10 de maio de 2011 e tinha programação popular/eclética, sendo que sua programação de expectativa era voltada para a MPB. Os estúdios eram localizados no Shopping Maringá Park e a coordenação do projeto era de André Luy. A Caribe FM foi encerrada em 31 de janeiro de 2012, anunciando que estava passando por reestruturação. Seus últimos funcionários foram demitidos. Em julho de 2012, foi anunciado que o Grupo Bandeirantes de Comunicação comprou a frequência para estrear oficialmente a Nativa FM. Após ajustes técnicos, a Nativa FM Maringá estreou em 28 de agosto de 2012, sendo marcada como a primeira emissora própria da rede no Sul do país. Dados de 2014 apontavam a emissora entre as 10 emissoras mais ouvidas da região.
Devido a grande concorrência entre as rádios populares de Maringá, o Grupo Bandeirantes decidiu encerrar a Nativa FM em 17 de novembro de 2017. A partir desse dia, a emissora passou a executar programação musical adulto-contemporânea. A expectativa era de que um novo projeto, neste estilo, fosse lançado na frequência. Posteriormente, foi anunciado a estreia da BandNews FM através de parceria com o Grupo JMalucelli, que administra a afiliada da rede em Curitiba.

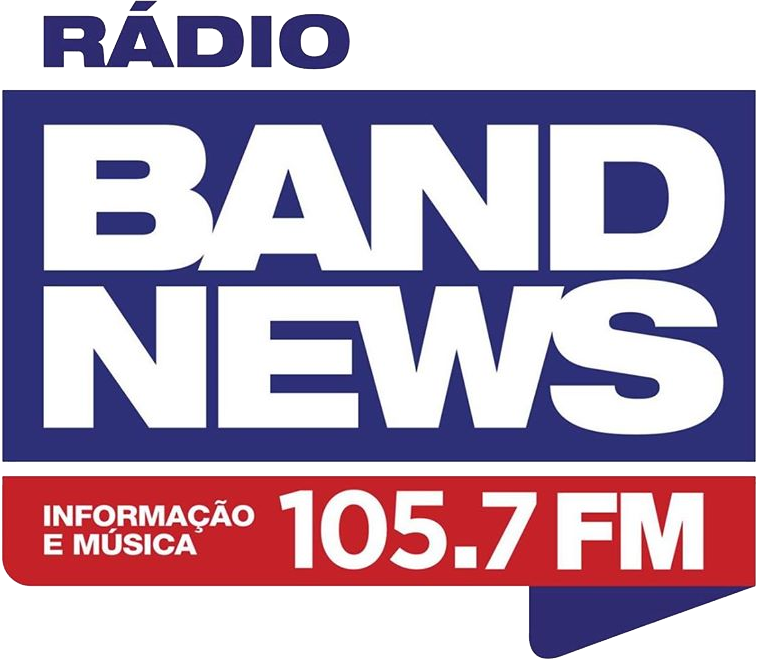
Identificação da BandNews FM Maringá adotada entre 2019 e 2021, quando adotava o formato "Informação e Música".

No fim de novembro, o Grupo Bandeirantes confirmou a estreia da BandNews FM em formato inédito que mescla notícias e música, além da transmissão dos principais programas de rede e programação local. O formato é uma adaptação da rede para cidades de até 500 mil habitantes. O projeto foi nomeado BandNews FM: Informação e Música. A estreia oficial ocorreu em 11 de dezembro de 2017.
Entre 2020 e 2021, a BandNews FM Maringá deixou de atuar com o formato híbrido e sua programação passou a ser integralmente noticiosa, tal qual as demais emissoras da rede. Em julho de 2021, foi anunciada a intenção do Grupo JMalucelli de encerrar o acordo com os proprietários da frequência para a manutenção da emissora, sem definição sobre a continuidade da BandNews FM. No final de agosto de 2021, a emissora iniciou processo de transição para retornar aos proprietários originais, iniciando a extinção de programas da grade local. Após alguns dias transmitindo apenas a programação de rede, a BandNews FM Maringá deixou o dial a partir de 11 de setembro de 2021. Já de volta ao Grupo Cidade Verde e ao Grupo Bandeirantes, a 105.7 FM passa a transmitir a Play FM na tarde do dia 18 de setembro de 2021. Mesmo com o encerramento da rede, em dezembro de 2022, a emissora continuou com a transmissão via satélite de sua programação musical junto com a filial de Porto Alegre.